# Un nuevo amor
Un nuevo amor es el decimosexto Álbum de estudio de Lucero y el quinto realizado bajo el género de música vernácula mexicana, fue lanzado al mercado en marzo de 2002; para la realización de este proyecto vuelve a trabajar junto al productor y arreglista de sus anteriores álbumes de rancheras, Rubén Fuentes,  con la colaboración de otros dos productores: Homero Patrón y Estéfano; Vuelve a ser acompañada, solo en algunos temas, por el Mariachi Vargas de Tecalitlán.
El disco cuenta con 10 canciones, entre los cuales se incluyen varios versiones que fueron éxitos con otros artistas, incluyendo el tema Por ti de Oscar Chávez, Carta a Ufemia de Pedro Infante y Como te voy a olvidar de Los Ángeles Azules además de varios temas originales escritos por Estéfano y Marco Flores.[cita requerida]
En este proyecto, la cantante tuvo la colaboración de dos nuevos productores en su historia musical: Homero Patrón y Estefano, además de Rubén Fuentes, quien produjo sus cuatro álbumes anteriores de música ranchera.

## Promoción y realización
El disco contiene 10 canciones, que incluyen covers como "Por Ti" (originalmente interpretado por Oscar Chávez), "Carta a Ufemia" (que hiciera famosa Pedro Infante), "Que Alguien me Diga" (primer sencillo del álbum, que hiciera famosa Gilberto Santa Rosa en versión salsa) y "Cómo Te Voy a Olvidar" (por Los Ángeles Azules) y algunos temas inéditos de Estéfano y Marco Flores..[cita requerida]
Para la presentación de este material, se realizó un programa especial televisivo titulado 'Un nuevo amor', grabado en una Hacienda, en donde se rodaron todas las canciones generando vídeos promocionales por cada tema.

## Lista de canciones
| Un nuevo amor |                         |                             |          |  |
| N.º           | Título                  | Escritor(es)                | Duración |  |
| 1.            | «Que alguien me diga»   | Omar Alfano                 | 4:21     |  |
| 2.            | «Volver jamás»          | Roberto Belester            | 3:25     |  |
| 3.            | «Por ti»                | Óscar Chávez                | 2:43     |  |
| 4.            | «Yo no te perdí»        | R. Belester                 | 3:32     |  |
| 5.            | «Carta a Ufemia»        | Rubén Méndez, Rubén Fuentes | 3:05     |  |
| 6.            | «A quién voy a engañar» | Raúl Del Sol, Estéfano      | 4:22     |  |
| 7.            | «Me gusta»              | Marco Flores                | 3:48     |  |
| 8.            | «Lo he intentado todo»  | Del Sol, Estéfano           | 3:58     |  |
| 9.            | «Cómo te voy a olvidar» | Jorge Mejía Avante          | 4:25     |  |
| 10.           | «Me duele la piel»      | Gloria Nevárez              | 3:09     |  |
| 36:51         |                         |                             |          |  |

## Videoclips
- Que alguien me diga
- Como te voy a olvidar
- Volver jamás
- Por ti
- Yo no te perdí
- Carta a Ufemia
- Me gusta
- Lo he intentado todo
- Me duele la piel

## Equipo de producción
Para las pistas "Volver jamás", "Que alguien me diga", "Por ti" y "Yo no te perdí":
- Productor y arreglista: Homero Patrón
- Grabado y mezclado: Mauricio Guerrero en la línea de costa, Studio City, CA
- Ingeniero: Carlos Castro
- Vihuela: José Guadalupe Alfaro
- Guitarra: Juan Carlos Girón
- Guitarrón: Bernardino de Santiago
- Trompeta: Harry Kim y Ramón Flores
- Sax: Doug Norwine y Don Marklese
- Solos de guitarra: Ramón Satgmaro
- Cuerno francés: Wolfie y Jodie Glorry
- Teclados: Homero Patrón
- Cadena: The Velvet Cuerdas / Jorge Moraga
- Percusión latina: Rafael Padilla
- Coros: Leyla Hoyle

Para las pistas “Carta a Ufemia”, “Como te voy a olvidar” y “Me duele la Piel”:
- Productor: Rubén Fuentes
- Disposiciones: Pepe Martínez (“Carta a Ufemia”), Manuel Cazares (“Como te voy a olvidar”) y Rubén Fuentes (“Me duele la Piel”)
- Mariachi: Vargas de Tecalitlán
- Grabación y mezcla: Carlos Ceballos a Joel Solís Estudio (México)

Para las pistas “A quien voy a engañar” y “Lo he intentado todo”:
- Productor: Estéfano para Estéfano Producciones Grupo
- Arreglos y programación: Rey-Nerio
- Dirección voz: Rubén Fuentes
- Ingeniero de grabación y doblajes: Andrés Bermúdez
- Percusión: Edwin Bonilla
- Mariachi “2000” por Cutberto Pérez
- Trompetas: José Cutberto Pérez y Juan Guzmán
- Violines: Pedro García, José Vásquez, Petronila Godinez, Mauricio Ramos, Eloy Guerrero, Sergio Guerrero, Benjamín Rosas, Hugo Santiago y Julio de Santiago
- Guitarrón: Miguel González
- Vihuela: Juan Carlos Girón
- Guitarra: Juan Carlos Navarro

- El dominio de Michael Fuller en Fullersound, Miami
- Productor ejecutivo: Marco Rubí
- Dirección A & R: Ángel Carrasco
- Coordinación de A & R: Marco Cataño
- Fotografía: Adolfo Pérez Butrón
- Dirección de arte: Pamela Postigo Uribe
- Diseño: Gustavo Cruz Castañeda